# Forces of Victory
Forces of Victory est un album du poète dub Linton Kwesi Johnson,. Il est sorti en 1979 sur Island Records.

## Production
L'album a été produit par Linton Kwesi Johnson et Dennis "Blackbeard" Bovell,. Bovell, Lloyd "Jah Bunny" Donaldson et Webster Johnson étaient membres de Matumbi.

## Réception critique
AllMusic a écrit: "Dramatique et intense jusqu'à la claustrophobie, Forces of Victory n'est pas simplement l'un des disques de reggae les plus importants de son temps, c'est l'un des disques de reggae les plus importants jamais enregistrés."  Trouser Press a écrit que "la voix de Johnson gagne en portée et en expressivité tandis que sa poésie parle de vérités terribles et semble de plus en plus complexe, compacte et experte".
L'album a culminé au n ° 66 sur le UK Albums Chart .
L'album est reconnu pour la qualité littéraire et la puissance de la critique sociale des textes.

## Liste des pistes
Tous les morceaux sont de Linton Kwesi Johnson
1. "Want Fi Goh Rave" – 4:20
2. "It Noh Funny" – 3:42
3. "Sonny's Lettah (Anti-Sus Poem)" – 3:50
4. "Independent Intavenshan" – 4:20
5. "Fite Dem Back" – 4:27
6. "Reality Poem" – 4:44
7. "Forces of Viktry" – 4:56
8. "Time Come" – 3:28

## Musiciens
- Linton Kwesi Johnson - chant
- Floyd Lawson (pistes : 1, 5), Vivian Weathers (pistes : 2-4, 6-7) - basse
- Lloyd "Jah Bunny" Donaldson (pistes : 1-4, 7), Winston "Crab" Curniffe (pistes : 5-6, 8) - batterie, percussions
- John Kpiaye - guitare solo et rythmique
- Julio Finn - harmonica
- Rico - trombone
- Dick Cuthell - bugle
- Dennis Bovell (comme "The Invisible One"), Webster Johnson - claviers, piano
- Everald "Fari" Forrest - percussions
- Dennis Bovell, Vivian Weathers, Winston Bennett - voix supplémentaires

### Équipe technique
- Dennis "Blackbeard" Bovell, John Caffrey - ingénieur
- Dennis Morris - photographie
- Zebulon Design - conception